# 筲箕灣避風塘

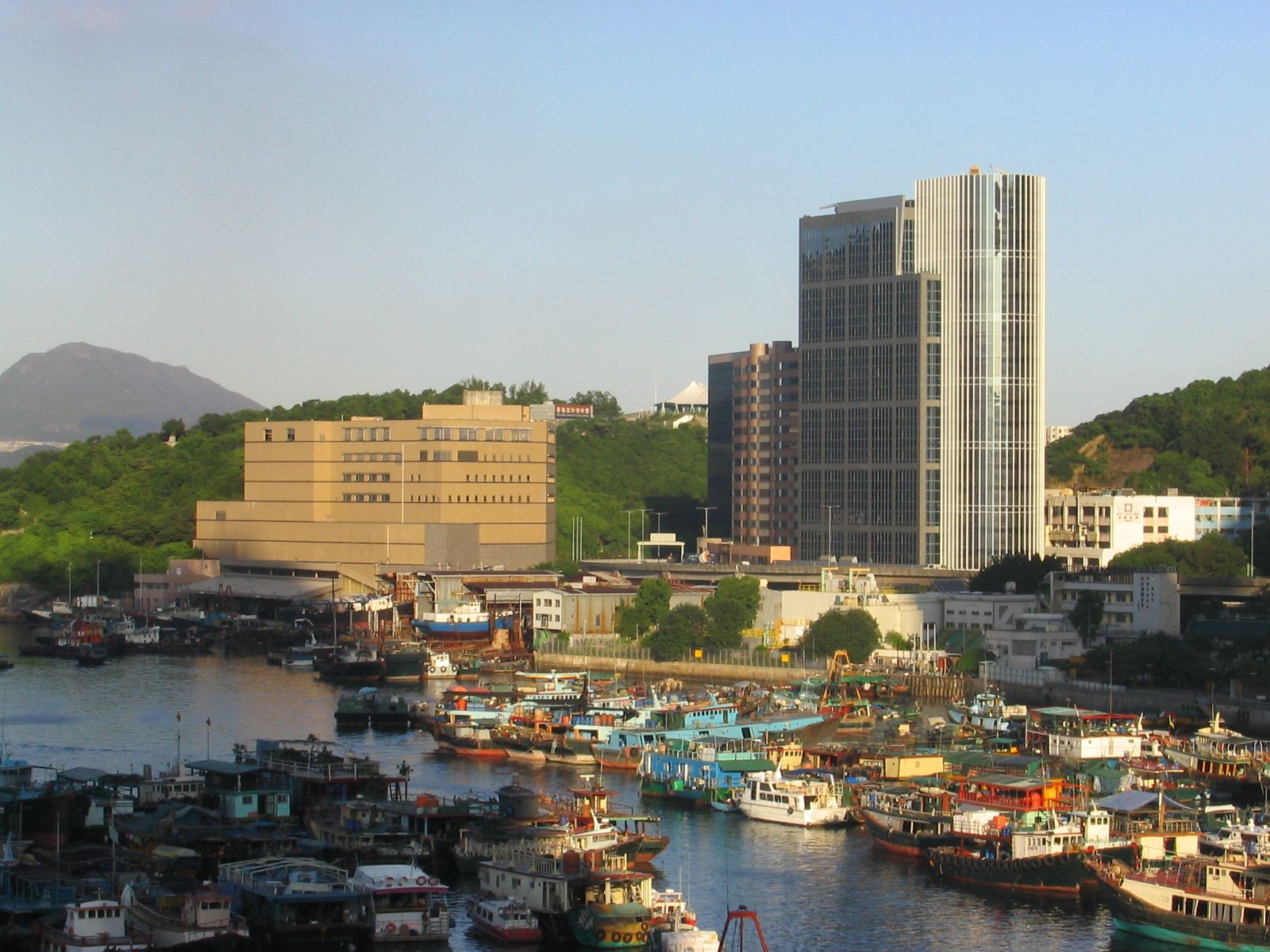
筲箕灣避風塘

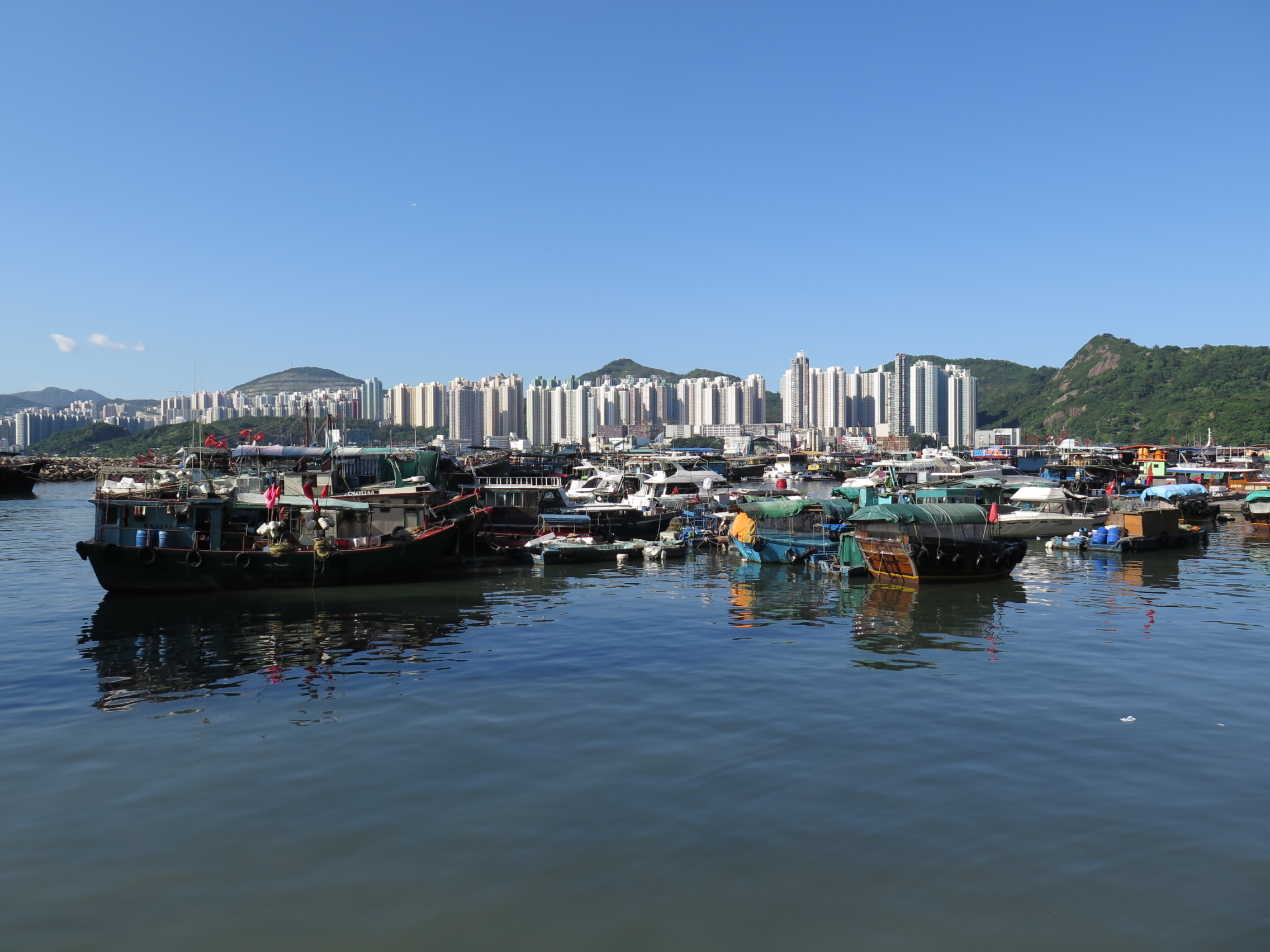
筲箕灣避風塘，遠方為油塘。

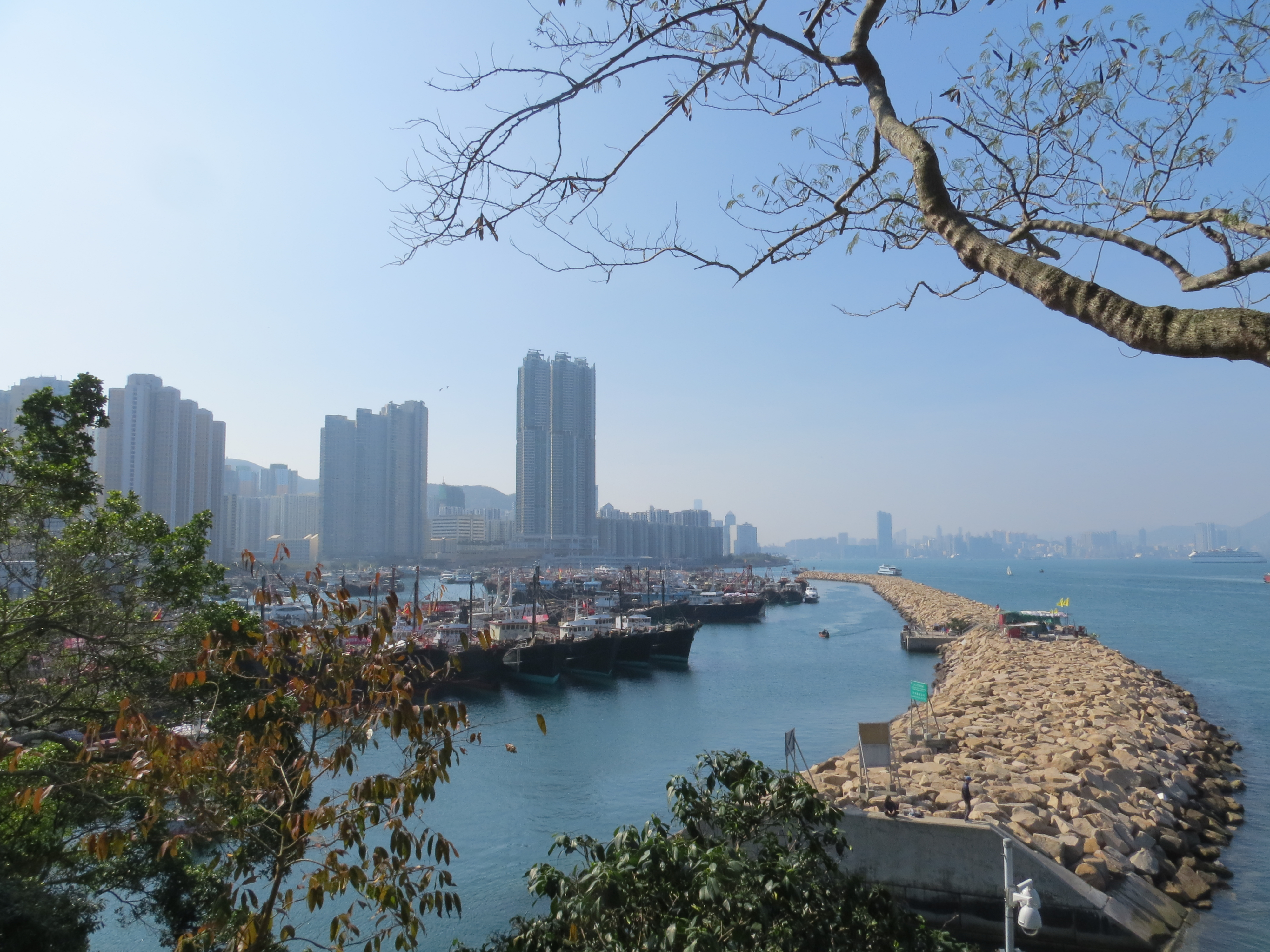
筲箕灣避風塘的堤壩

筲箕灣避風塘（Shaukeiwan Typhoon Shelter），是香港島筲箕灣東北部的一個避風塘，毗鄰鯉魚門海峽，與九龍東油塘三家村避風塘及觀塘仔灣對望。
筲箕灣避風塘共有兩個入口，東邊入口近筲箕灣魚類批發市場，而西邊入口在水警總區總部及水警港口分區基地，即是西灣河嘉亨灣海旁。

## 歷史
筲箕灣本來便是海灣，由於海岸綫呈圓形，酷似一個大筲箕因而得名。在18世紀中時，當時的漁民發現筲箕灣避風一流，便開始將漁船停泊於此，這裡更漸漸成爲港島北岸最大的漁村。直到上世紀中，政府開始在筲箕灣進行了大規模拆寮屋區和填海的工程。漸漸地，住宅和現代化的設施取代了筲箕灣一帶原來的面貌，慢慢塑造了今天的筲箕灣。
現時，筲箕灣避風塘碼頭有航線往來將軍澳（南)以及東龍島，而亦有不少的遊艇及漁船停泊於避風塘內。

### 筲箕灣國慶龍舟大賽
筲箕灣國慶龍舟大賽由2004年開始每年10月初於筲箕灣愛秩序灣海濱公園（即筲箕灣避風塘）舉行，由筲箕灣國慶龍舟會主辦。這龍舟盛事過住吸引許多本地及海外龍舟隊伍作賽，從比賽之中作友誼與龍舟文化的交流。賽事分不同組別進行，如團體組、工商機構組、男女子混合、男子公開組等。龍舟隊伍完成全部3個回合後，每隊以得分總和計算組別名次。

## 景觀
於筲箕灣避風塘，能看見筲箕灣阿公岩的建築，如海防博物館和養和東區醫療中心等，亦能看到另一端西灣河的私人屋苑群，如嘉亨灣、逸濤灣和鯉景灣。
筲箕灣避風塘亦與九龍東油塘三家村避風塘及觀塘仔灣對望。

## 意外
筲箕灣避風塘曾于2015年9月27日發生三級火及2016年10月10日发生火警。

## 鄰近
- 阿公岩
- 東區走廊
- 香港海防博物館
- 筲箕灣東大街
- 嘉亨灣
- 愛東邨

## 交通
- 西灣河碼頭
- 西灣河站
- 筲箕灣站
- 筲箕灣巴士總站
- 嘉亨灣巴士總站

## 外部參考
- 中原地圖